# Arsenal-Jean-Marie-Rausch
Pour les articles homonymes, voir Arsenal (homonymie).
L’arsenal Ney, situé 3 avenue Ney à Metz en Moselle, est sous le second empire un bâtiment militaire destiné au stockage des armes et des munitions de la garnison messine. Réhabilité et réaménagé par Ricardo Bofill, le lieu devient en 1989, l'Arsenal, un ensemble de salles de spectacles et d’exposition, essentiellement consacré à la musique classique et à la danse contemporaine, où de nombreux récitals et concerts sont représentés. Depuis février 2024, le bâtiment porte le nom d'Arsenal-Jean-Marie-Rausch, en hommage à l'ancien maire de Metz, mort au début de l'année.

## Contexte historique
Metz retrouve son rôle de place forte frontière, dès les premières années de la Restauration. Les fortifications de Metz sont renforcées et développées tout au long du XIXe siècle, en particulier sous le Second Empire. Avec la montée en puissance de la Prusse, la France réorganise en effet la défense de ses frontières et la garnison de Metz s’étoffe. Il apparaît nécessaire de construire un nouvel arsenal pour entreposer l’armement de la place forte. Le site de l’ancienne citadelle de Metz, en plein centre-ville, à côté de la caserne Ney, est logiquement choisi pour ce programme militaire.

## Construction et aménagements
Construit sur ordre de Napoléon III, entre 1860 et 1864 l’arsenal Ney est un bâtiment militaire spécialisé, destiné au stockage des armes et des munitions. L’ensemble, construit en pierre de Jaumont, forme un quadrilatère fermé. Les façades, percées de larges baies cintrées, présente un style classique épuré, plein de sobriété. L’ordonnancement est aussi d’une symétrie toute classique. Grâce à l’intervention de Prosper Mérimée, alors inspecteur général des monuments historiques, la chapelle de Metz, vestige d’une commanderie de l’ordre du Temple, datant du XIIe siècle, est intégrée au projet de l’arsenal. Le magasin aux vivres, qui se trouve juste à côté de l’arsenal, est aussi conservé en l’état. À l’entrée de l’arsenal, quatre canons et quarante boulets en pierre rappellent la destination de l’édifice.

## Affectations successives
Pris par les Allemands après le siège de la ville, l’arsenal reste en activité pendant la première annexion allemande, conservant son rôle d’entrepôt militaire. En 1919, l’armée française conserve l’affectation première du bâtiment. Repris par les Allemands en 1940, l’Arsenal sert toujours d’entrepôt militaire. Après la bataille de Metz, l’arsenal est désaffecté. En 1961, le ministère de la défense signe un accord de cession avec la ville de Metz, qui se concrétise en novembre 1968. L’édifice reste désaffecté jusqu’en 1978, date du projet de réhabilitation du site. L’aménagement d’une vaste salle de concert, est décidée en mai 1978 par Jean-Marie Rausch, maire de Metz, sur l’emplacement de l’ancienne citadelle. Un concours est donc lancé en novembre 1983 pour la réalisation de cette salle dans le bâtiment militaire Ney. Le projet de l’architecte espagnol Ricardo Bofill et des architectes associés Gibert-Hypolite et Longo, est choisi en décembre 1985. L’Arsenal est inauguré le 26 février 1989 avec un concert regroupant tous les violoncellistes du conservatoire de Metz dont le parrain, Mstislav Rostropovitch déclarera : « Cette maison a une acoustique fantastique, des proportions idéales pour la musique et une atmosphère que je trouve exceptionnelle. Par ses proportions et sa discrétion, elle est liée à toutes les musiques. »

## Projet architectural
Le projet de Ricardo Bofill est ambitieux. Il se distingue des autres projets, car il propose, tout en respectant la consigne de maintenir l’existant, d’y déroger pour l’aile ouest de l’ancienne caserne. Cette aile a été entièrement démolie, afin d’ouvrir l’ancienne cour carrée sur les jardins jouxtant Saint-Pierre-aux-Nonnains, abbatiale d’origine romaine datant du IVe siècle et la chapelle de Metz. La construction comptabilise 10 000 m2. Elle s’échelonne de 1986 à 1989, après des fouilles archéologiques sur ce site ancien. Les lignes extérieures de l'Arsenal, ont été conservées, mais un placage d’une pierre italienne de couleur « miel », aux joints en laiton, habille maintenant l'édifice.
L'édifice comprend :
- une grande salle, de 1 354 places[1], dont l’acoustique est reconnue comme exceptionnelle. Les spectateurs sont répartis sur des gradins établis de part et d’autre de la scène et s’élevant jusqu’à 15 m au-dessus d’elle. Cette dernière s’inscrit donc dans un prisme long de 50 m et large de 25. Le volume disponible de 13 000 m3 correspond à 10 m3 par spectateur. Les 2 400 m2 de marqueterie de hêtre et de sycomore, ainsi que le plafond en staff est constitué de 91 caissons acoustiques (dont 14 sont mobiles), étudiés pour optimiser la qualité d’écoute, grâce à une réverbération de 2,3 secondes au milieu de la salle, sur une gamme de fréquence étendue de 125 Hz à 4 kHz ;
- une salle plus petite, la salle de l’Esplanade[1], de 352 places en disposition frontale ;
- une salle de réception de 400 m², la salle du gouverneur[1], particulièrement utile aux enregistrement sonores ;
- une salle d’exposition de 500 m²[1], pour l’art contemporain, avec d’importantes expositions monographiques : Bernar Venet, Jean-Pierre Raynaud, Ben, Villeglé, Patrick Moya.

D’un point de vue technique, le recours aux outils informatiques de pointe a permis d’aménager de façon optimale l’acoustique de la grande salle, qui accueille plus d’une centaine de manifestations culturelles par an.

## Offre culturelle
L’offre culturelle de l’Arsenal est très variée. L’arsenal s’inscrit parmi les salles de musique contemporaines qui offrent la meilleure qualité d’écoute en France et en Europe, et se prête idéalement à des enregistrements sonores. Aujourd’hui, l’Arsenal est devenu un lieu au service de la musique et des arts plastiques : plus de 250 000 personnes profitent chaque année d’espaces d’expositions chaleureux, de grandes salles de spectacles à l’acoustique exceptionnelle, animés par plus de 200 manifestations.
L’enregistrement de la bande son du film Farinelli a ainsi été effectué à l’Arsenal de Metz en juillet 1993. Pour reconstituer la voix du castrat, on a fait appel à des techniques sophistiquées développées à l’IRCAM pour associer la voix d’un contreténor et d’une Soprano coloratur. L’enregistrement de la musique du film a été réalisé par le chef d’orchestre Christophe Rousset avec l’ensemble Les Talens Lyriques.

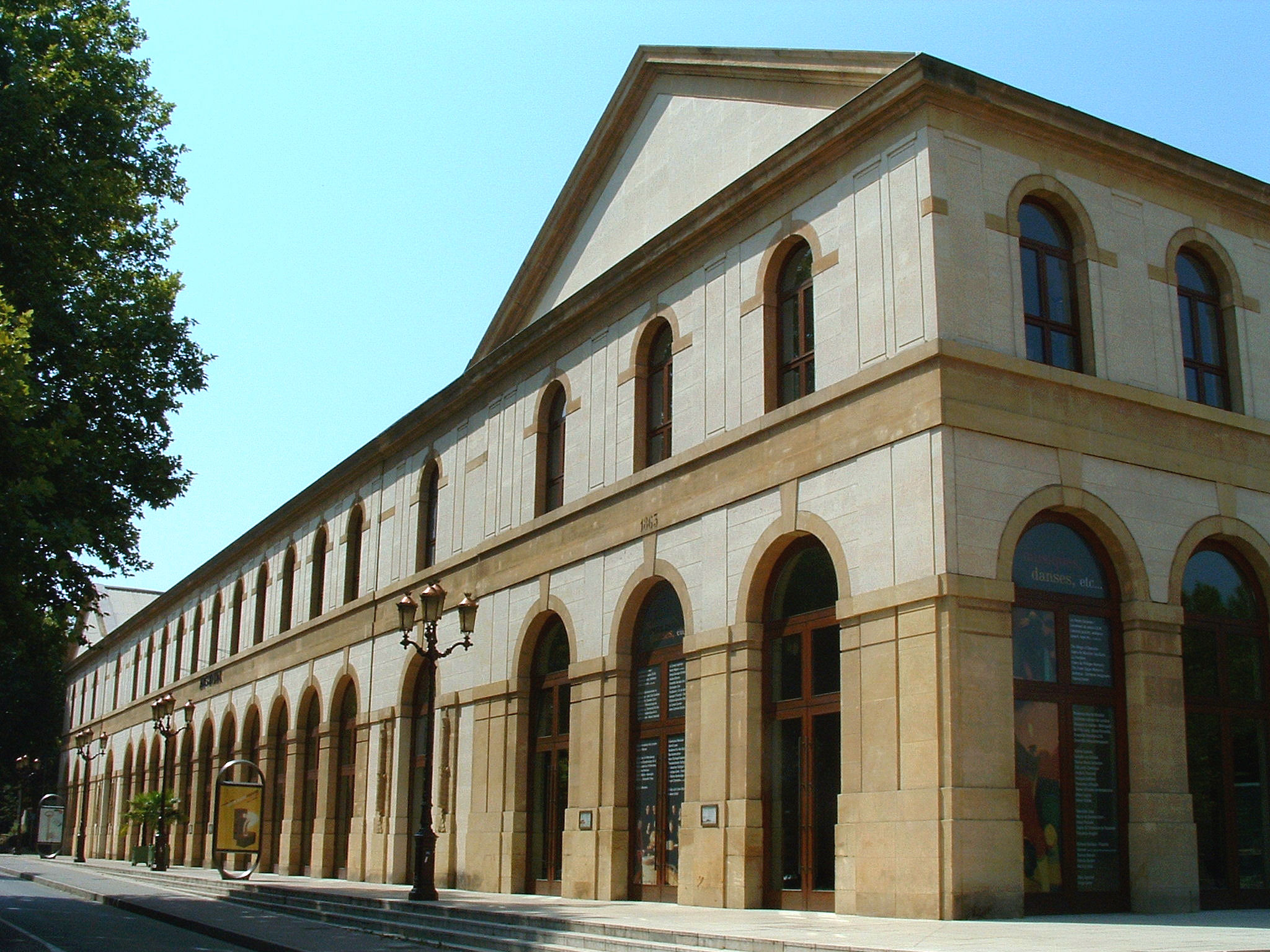
Vu de la place de la République.
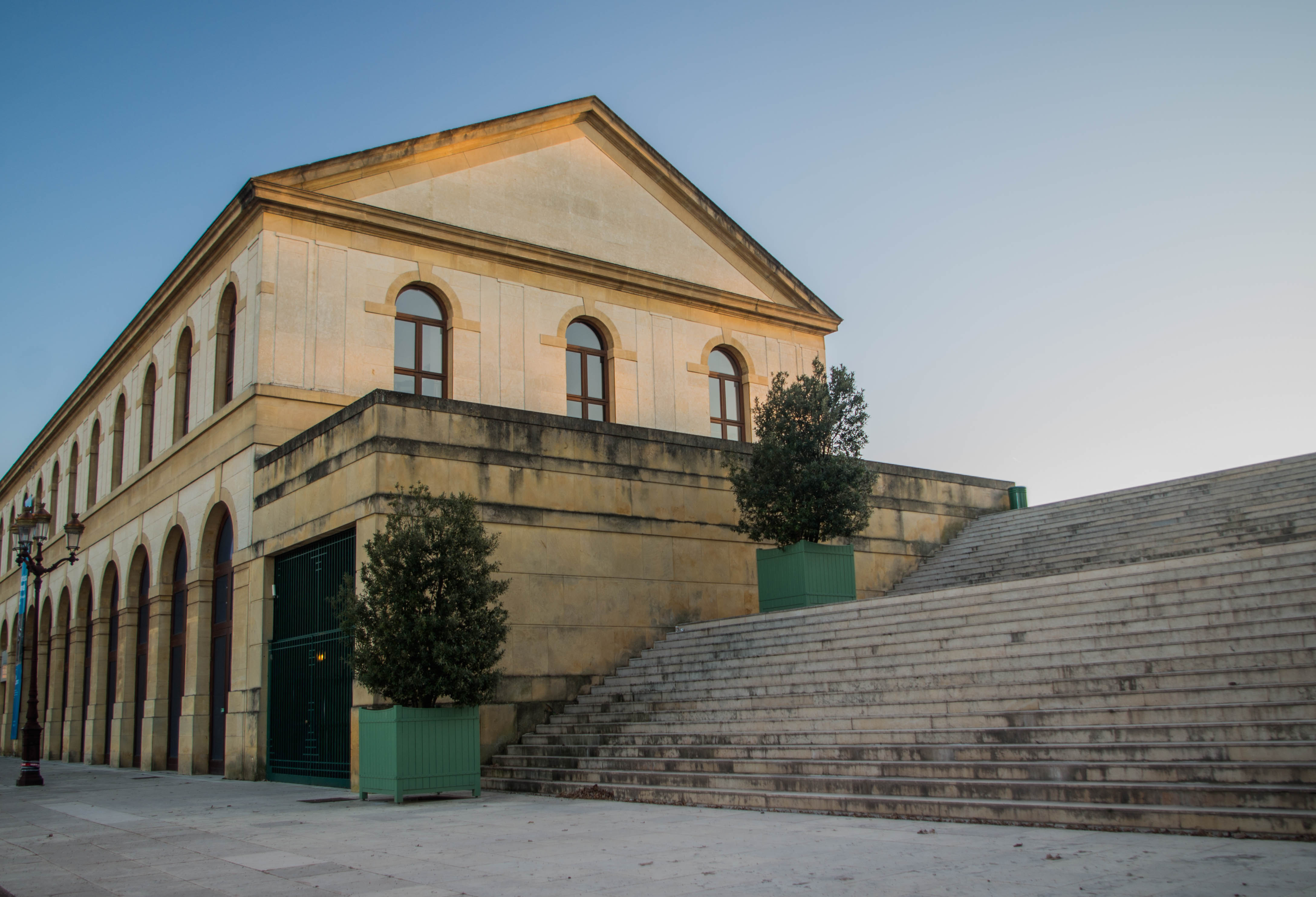
Aile donnant vers l'école supérieure d'art de Lorraine, escaliers vers la cour arrière.
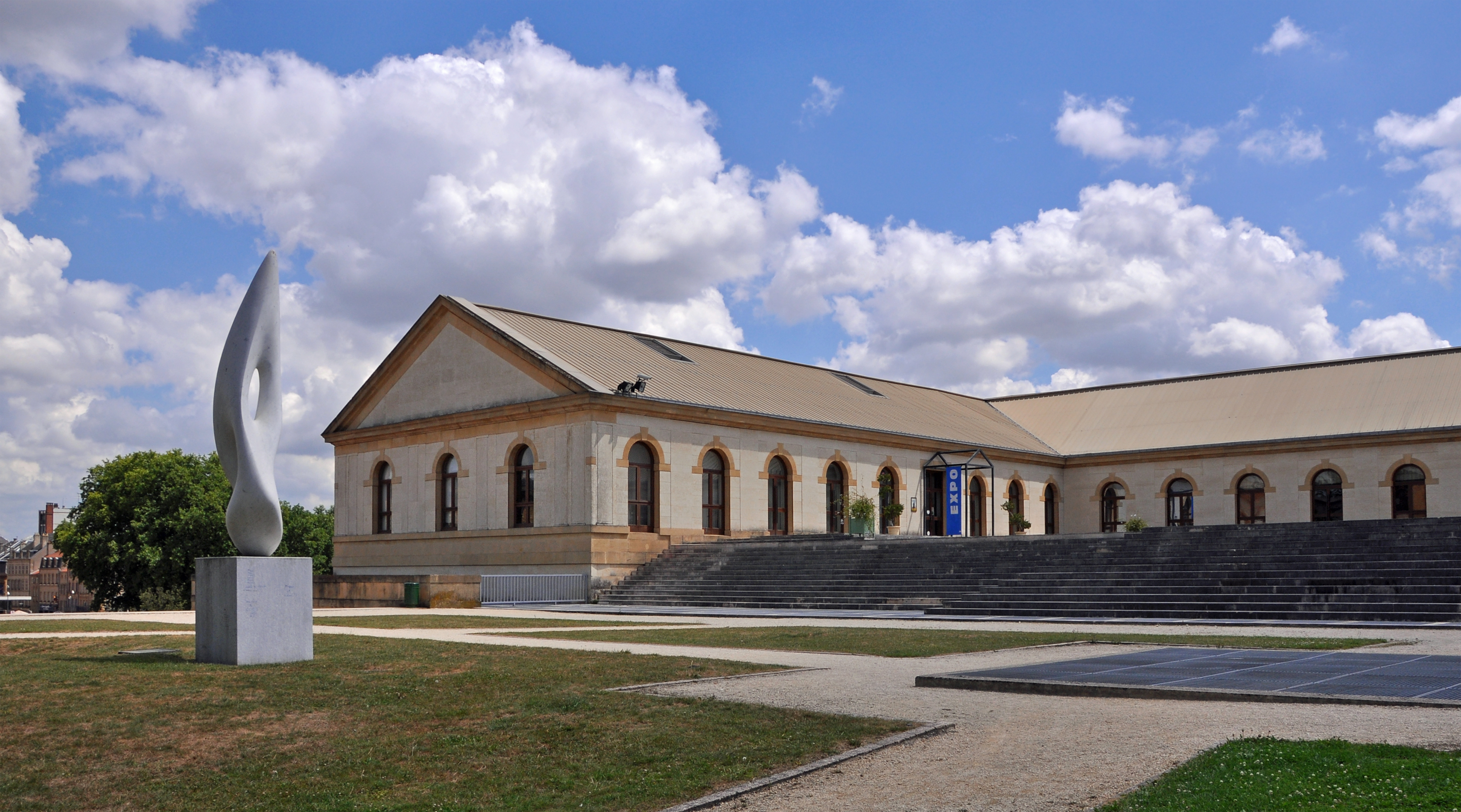
Aile et cour arrière.
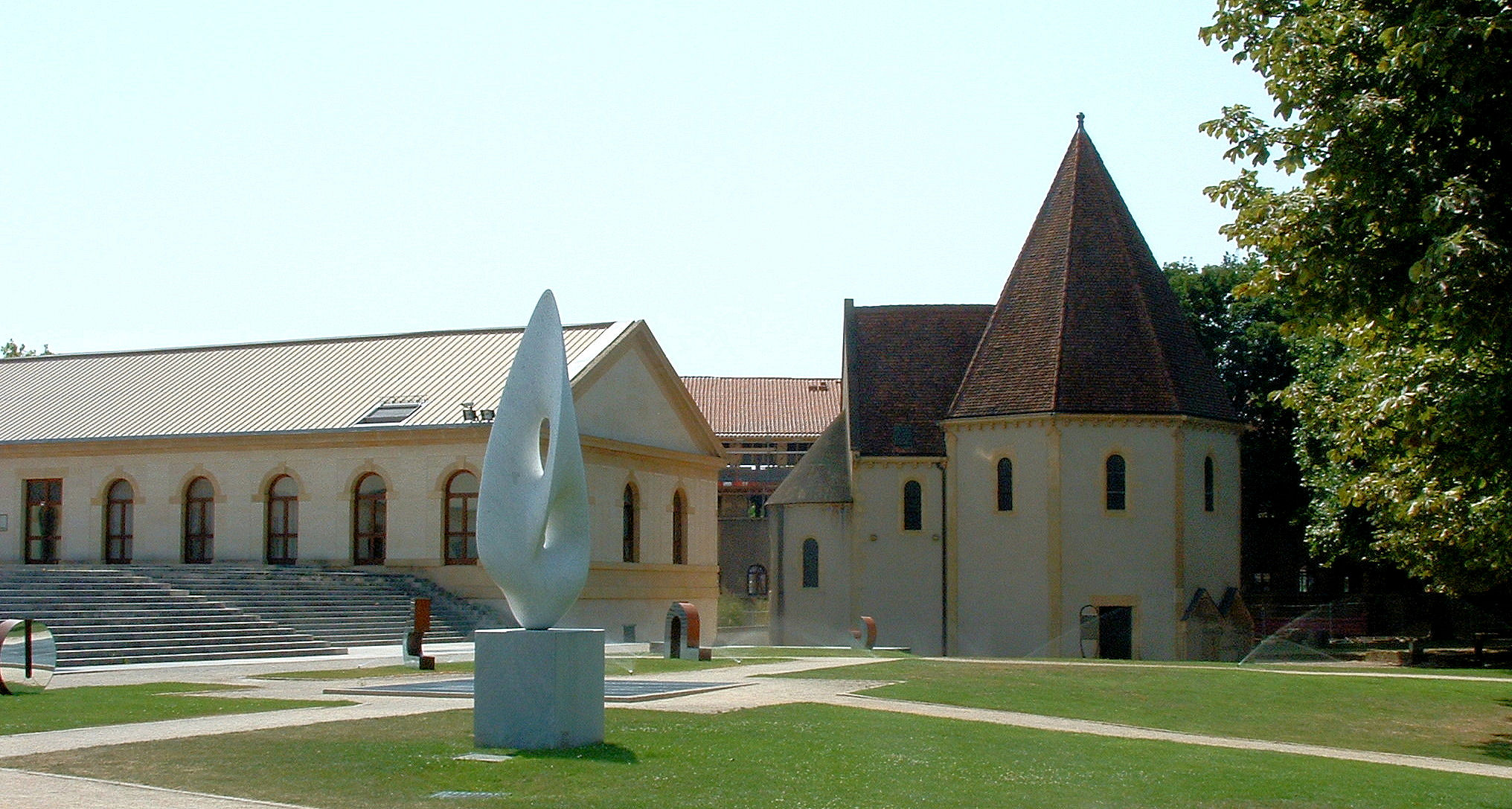
Aile opposée et Chapelle des Templiers de Metz.
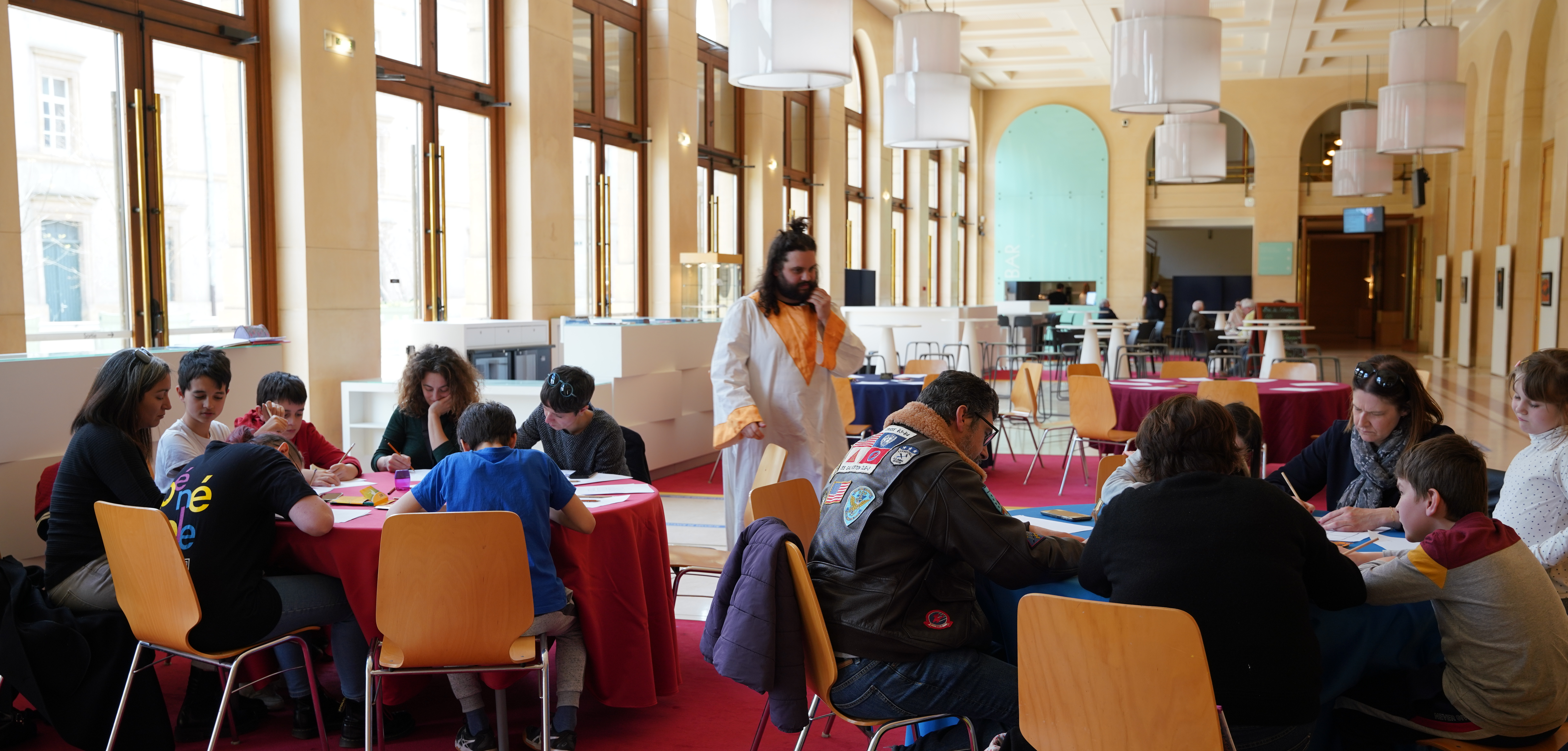
Grand hall.
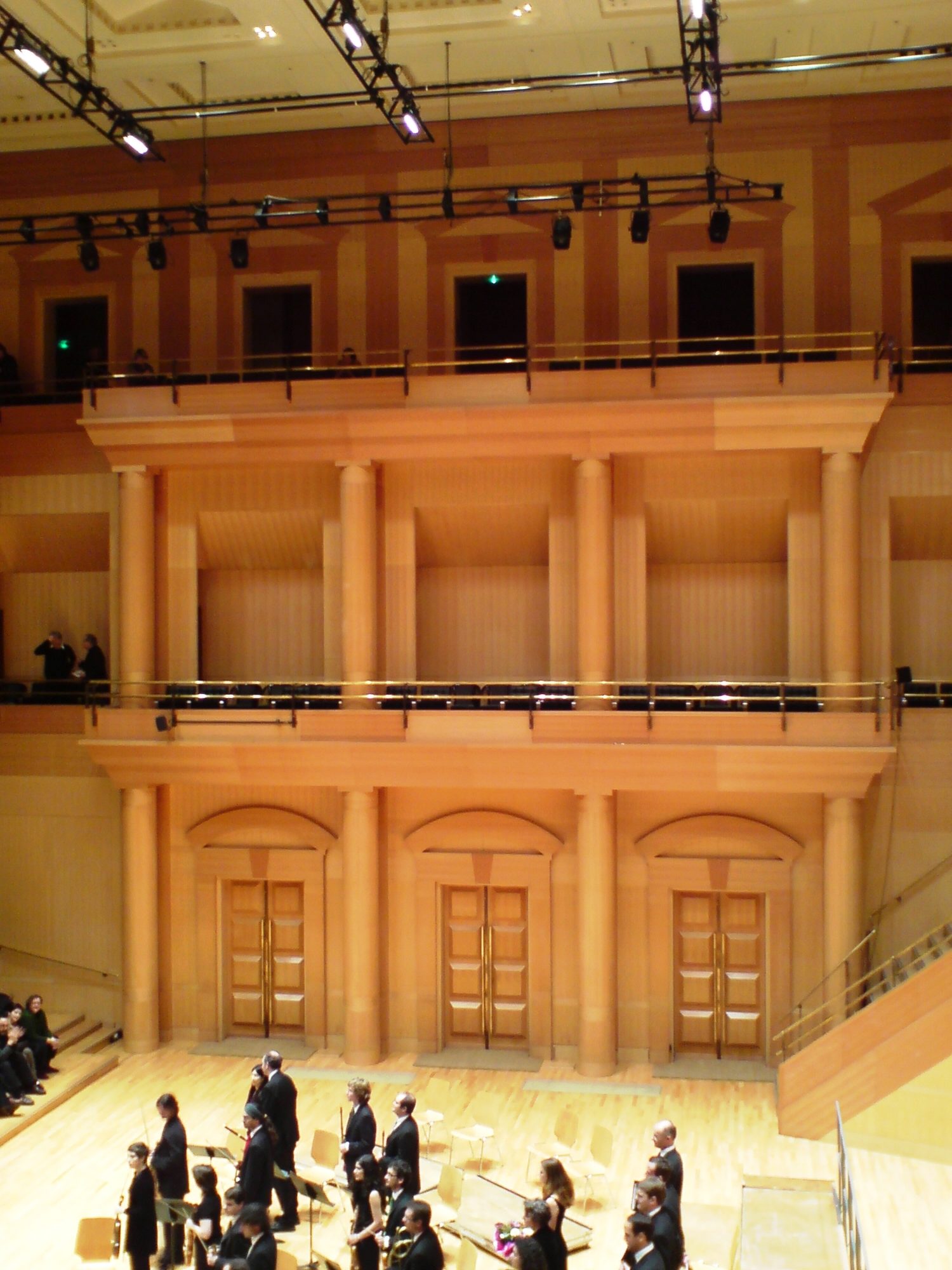
Scène de la grande salle.

## Nom hommage
Le 23 février 2024, la salle de l'Arsenal est rebaptisée «Arsenal-Jean-Marie-Rausch » en hommage à Jean-Marie Rausch, ancien maire de Metz de 1971 à 2008, mort le 5 janvier précédent. La décision de renommer la salle en son hommage a été votée à l'unanimité par le conseil municipal.